# Putoniella pruni
Putoniella pruni is een muggensoort uit de familie van de galmuggen (Cecidomyiidae). De wetenschappelijke naam van de soort is voor het eerst geldig gepubliceerd in 1872 door Kaltenbach.